# Апостолова, Тина Дмитриевна
Ти́на Дми́триевна Апо́столова (1913—1992) — звеньевая колхоза имени Калинина Великоновосёлковского района Донецкой области.

## Биография
Родилась 13 июля 1913 года в селе Малый Керменчик Мариупольского уезда Екатеринославской губернии (ныне в Донецкой области).
Её отец — Дмитрий Юрьевич (1880—1924), грек, был уроженцем села Старый Керманчик (двоюродным братом отца был Апостоли, Николай Николаевич). Мать — в девичестве Чермалых Любовь Савельевна, (род. 1884), гречанка, была выходцем из Великой Новоселки. Родители Тины происходили из бедных крестьянских семей, в которых сохранялся греческий язык, культура, традиции. У неё было три сестры и три брата. После смерти отца мать самостоятельно вырастила семерых детей.
В 1925 году Тина закончила пять классов. Трудовую деятельность начала в 1929 году в колхозе им. Чапаева с. Малый Керменчик. В 1939—1940 годах училась в годичной агрономической школе в г. Славянске.
В период немецкой оккупации в 1941—1943 годов — трудилась в селе на сельхозработах. За самоотверженный труд в годы войны получила первую свою награду — медаль «За доблестный труд в Великой Отечественной войне 1941—1945 гг.», а несколько позже — Памятный Знак «Отличник социалистических полей». До 1946 года продолжала работать в местном колхозе.
В 1946—1950 годах работала агротехником, а в 1950—1957 годах — звеньевой в бригаде по выращиванию зерновых культур и овощей. В 1957 году Тина Дмитриевна по семейным обстоятельствам переехала в с. Старомлиновка. Здесь она продолжала работать звеньевой бригады по выращиванию кукурузы.
С 1947 года она неоднократно избиралась депутатом Ново-Петриковки и Старомлиновки. С 1957 года была членом КПСС. С 1963 года была членом райкома и Донецкого обкома КПУ.
Выйдя на заслуженный отдых, ещё долго трудилась на сельскохозяйственных полях и общественном поприще. Жила в селе Старомлиновка Великоновосёлковского района Донецкой области, где умерла 29 сентября 1992 года.

### Семья
Мужем Тины Дмитриевны был Топалов Юрий Николаевич, 1911 года рождения, грек, погиб в Белоруссии в ходе Великой Отечественной войны. Их сын — Алексей, 1934 года рождения, по профессии — инженер.

## Награды
- Указом Президиума Верховного Совета СССР от 23 июня 1966 года за успехи, достигнутые в увеличении производства и заготовок пшеницы, ржи, гречихи, проса, риса, кукурузы и других зерновых и кормовых культур, Апостоловой Тине Дмитриевне присвоено звание Героя Социалистического Труда с вручением ордена Ленина и золотой медали «Серп и молот».
- Награждена орденом «Знак Почёта» (1958), медалями.